# Jakov Fak
Jakov Fak (Rijeka, 1. kolovoza 1987.) je hrvatski biatlonac koji nastupa za Sloveniju, senzacionalni osvajač dva brončana odličja za Hrvatsku. Prvoga je osvojio na Svjetskom prvenstvu u biatlonu u južnokorejskom Pyeongchangu 17. veljače 2009. godine. On je od 120 biatlonaca stazu dugu 20 km prešao za 17 sekundi poslije najboljeg biatlonca svih vremena Norvežanina O. E. Bjørndalena, kojemu je to bio čak trinaesti naslov, i svega 3 sekunde poslije srebrnoga Nijemca Christopha Stephana. Drugu iznenađujuću broncu za Hrvatsku osvojio je na Zimskim olimpijskim igrama u Vancouveru.
Športsku je karijeru počeo kao skijaš-trkač, a kasnije se prebacio u biatlonce. Imao je sjajne rezultate u juniorskoj konkurenciji. Prvo odličje na svjetskim prvenstvima Fak je osvojio u dohvatnoj utrci na 12,5 km na juniorskom SP-u u ljetnom biatlonu održanom u rujnu 2008. godine u francuskom Haute Maurienneu. To je bila prva svjetska medalja za Hrvatski biatlonski savez nakon odvajanja od Hrvatskoga skijaškog saveza 2006. godine.
U sezoni 2008./2009. postao je prvim Hrvatom koji je osvojio bodove u Svjetskom kupu. Prvi put se to dogodilo u Östersundu (38. mjesto), da bi kasnije u Hochflizenu ostvario još bolji plasman (15. mjesto), što je najbolji rezultat nekog hrvatskog biatlonca u Svjetskom biatlonskom kupu. Mladi Mrkopaljac postao je prvi Hrvatski biatlonac s medaljom, a 14. veljače 2010. godine na Zimskim olimpijskim igrama u Vancouveru osvojio je brončanu medalju u biatlonu na 10 km, i na taj način najbolje opravdao ukazanu čast nošenja hrvatske zastave na otvorenju tih Igara. 

## Prijelaz u Sloveniju
Nakon višemjesečnih nagađanja Jakov Fak je izjavio kako prelazi u slovensku reprezentaciju.31. srpnja 2010. službeno je zatražio ispisnicu iz Hrvatskoga biatlonskog saveza. Godinama je prethodno trenirao sa slovenskom reprezentacijom i koristio njihovu infrastrukturu.

## Športski rezultati

### Juniorska svjetska prvenstva
- Val Ridanna (Italija) 2002.

72. pojedinačno,

64. u sprintu
- Koscielisko (Poljska) 2003.

38. pojedinačno,

32. u dohvatnoj utrci,

28. u sprintu
- Haute Maurienne (Francuska) 2004.

55. pojedinačno,

50. u sprintu
- Val Martello (Italija) 2007.

24. pojedinačno,

18. u dohvatnoj utrci,

23. u sprintu
- Ruhpolding (Njemačka) 2008.

31. pojedinačno,

13. u dohvatnoj utrci,

10. u sprintu

### Svjetska prvenstva
- Antholz-Anterselva (Italija) 2007.

93. pojedinačno,

78. u sprintu
- Östersund (Švedska) 2008.

69. u sprintu
- Pjong Čang (Južna Koreja) 2009.

3. pojedinačno,

14. u sprintu,

25. u dohvatnoj utrci

### Svjetski kup
- Sezona 2009.
  - 15. pojedinačno (Hochfilzen, Austrija),
  - 37. u sprintu (Oestersund, Švedska),
  - 47. pojedinačno (Oestersund, Švedska)
  - 53. u dohvatnoj utrci (Oestersund, Švedska)
  - 63. u sprintu (Oberhof, Njemačka)

### Zimske olimpijske igre
- Vancouver 2010.
  - 3. 10 km sprint
  - 25. 12,5 km dohvatna utrka
  - 51. 20 km pojedinačno
  - 9. 15 km masovni start

## Vanjske poveznice
- Profil na biathlonworld.com (engl.)